# Emilia Bottas
Emilia Bottas (n. Emilia Pikkarainen Vantaa, 11 d'octubre de 1992) és una nedadora finlandesa especialitzada en l'estil lliure i papallona.

## Biografia
En els Jocs Olímpics de Pequín 2008, als 15 anys, va competir en els 100 m papallona, fent un temps d'1:02.31, la qual cosa li va donar la posició 46. Dos anys més tard, en el Campionat Europeu de Natació en Piscina Curta de 2010 va aconseguir la medalla de bronze en la prova de 4x50 m lliure. En els Jocs Olímpics de Londres 2012 va competir en els 100 i 200 m papallona, i en els 200 m combinat individual. Al novembre del mateix any va participar en el Campionat Europeu de Natació en Piscina Curta de 2012, guanyant la medalla de plata en els 4x50 m lliure, quedant a tres centenes de la medalla d'or.
Actualment manté la plusmarca de Finlàndia en els 50 m papallona (26.90), 100 m papallona (59.02), 200 m papallona (2:10.89), i en els 200 m combinat individual (2:14.23).
Manté una relació amb el pilot de carreres Valtteri Bottas des de 2010.